# پاولوا
پاولوا (انگلیسی: Pavlova) نام یک نوع دسر با پایه مرنگ است. فرم پاولوا به شکل یک کیک گرد از مرنگ پخته شده با رویه‌ای ترد و محتویات نرم و سبک است. روی کیک معمولاً با میوه و خامه تزئین می‌شود.
پاولوا اولین بار در ابتدای قرن بیستم در استرالیا یا نیوزلند پخته شده و به افتخار بالرین روسی آنا پاولوا نامگذاری شده‌است. اعتقاد بر این است که دسر به افتخار وی در یکی از تورهای او به استرالیا و نیوزیلند در دهه ۱۹۲۰ یا پس از آن درست شده‌است. ملیت خالق آن سالیان متمادی محل مناقشه دو ملت بوده‌است.
این دسر در استرالیا و نیوزلند محبوب و از شیرینی‌های ملی است؛ بیشترین زمان مصرف را هم در تابستان، زمان کریسمس دارد.

## خاستگاه
دستور تهیه دسری بسیار مشابه در استرالیا به سال ۱۹۰۶ بازمی‌گردد، که فقط «کیک خامه‌ای» نامیده می‌شد.
نیوزیلند هرالد دستور «توت‌فرنگی پاولوا» را در ۱۱ نوامبر ۱۹۱۱ منتشر کرد که نوعی بستنی یخی یا سربه بود.
در یک کتاب آشپزی خانگی استرالیایی نوشتهٔ امیلی فوتر در ۱۹۲۲ دستور تهیه‌ای به نام «مرنگ با میوه پرکرده» بود که اولین دستور کاملاً شبیه به پاولوای مدرن است، اگرچه هنوز با آن نام شناخته نشده‌بود.
هلن لیچ، محقق انسان‌شناسی تزئین غذا در دانشگاه اتاگو، دریافته که اولین دستور پخت دسر پاولوا از نیوزیلند، با نام کیک پاولوا در سال ۱۹۲۹ بوده‌است. دستور پخت کیک پاولوا در ۱۰ نوامبر ۱۹۳۴ در The Evening Star منتشر شد.
سایر محققان منشأ پاولوا را در خارج از استرالیا و نیوزلند می‌دانند؛ احتمالاً خاستگاه پاولوای مدرن به ویندتورته اسپانیایی در اتریش-مجارستان بازمی‌گردد. دسر بعداً به ایالات متحده آورده شد و در آنجا مهاجران آلمانی دسرهایی از مرنگ، خامه زده‌شده و میوه‌ای معرفی کردند. بسته‌های نشاسته ذرت آمریکایی که شامل دستور پخت برای مرنگ بود در دهه ۱۸۹۰ به نیوزلند صادر می‌شد.
منشأ دسر به‌طور قطع مشخص نیست، مرنگ با خامه به مدت طولانی تهیه می‌شده و استرالیا یا نیوزلند اولین کشورهای تولیدکننده آن نیستند.